# Chuangye
Chuangye (xinès simplificat: 创业, pinyin: Chuàngyè, literalment 'pioner o emprenedor') és una pel·lícula dramàtica xinesa produïda per l'Estudi de Cinema de Changchun i estrenada el 1974, que narra la lluita dels treballadors del sector petrolier. La pel·lícula es va rodar durant la Revolució Cultural de la República Popular de la Xina, i està inspirada en l'esperit de l'home de ferro, un treballador modèlic anomenat Wang Jinxi. Va ser un dels pocs llargmetratges rodats durant la revolució cultural, amb gran èxit de públic a la República Popular Xina.
Chuangye transmet alguns valors de la revolució cultural sobre quina era la línia que havia de seguir el Partit Comunista, la qual cosa comportà que la seua realització fora dificultosa, per les vicissituds de la revolució cultural i per la intervenció de Jiang Qing, ja que la banda dels quatre considerava que la lluita de classes no estava suficientment present en la trama. El procés es desbloquejaria quan Mao Zedong va escriure personalment una recomanació per a que es publicara la pel·lícula. Era el segon treball cinematogràfic inspirat en la vida de Wang Jinxi, després d'un documental estrenat el 1964.
La pel·lícula narra la història de Zhou Tingshan, inspirat en Wang Jinxi, que treballa per trobar un jaciment petrolífer que permeta que la Xina no depenga energèticament de l'estranger. Zhou té el suport d'un dels seus caps, Hua Chen, però també hi ha el paper de dos antagonistes, Feng Chao, un directiu que no creu en el potencial de l'esperit revolucionari dels treballadors, i un enginyer, Zhang Yizhi, que treballa sense imaginació i seguint els processos dels manuals. En un moment tens de la pel·lícula, un país aliat abandona el suport tècnic, complicant encara més el procés. Així mateix, Feng fingirà un accident per a sabotejar la missió, però finalment els treballadors reeixiran i trobaran el jaciment.